# 장성신흥중학교
장성신흥중학교는 전라남도 장성군 북일면에 있었던 공립 중학교이다.

## 학교 연혁
- 1979년 1월 31일: 장성신흥중학교 설립인가
- 1979년 3월 13일: 개교
- 2010년 9월 1일: 제15대 강경아 교장 부임
- 2014년 2월 14일: 제33회 6명 졸업(남6명,계6명)
- 2015년 2월 28일: 장성북중학교와 통합으로 인해 36년만에 폐교

## 참고 자료
- 장성신흥중학교 - 한국교육학술정보원 학교알리미